# Квінт Фабій Піктор
Квінт Фа́бій Пі́ктор (лат. Quintus Fabius Pictor; 254 до н. е. — 201 до н. е.) — перший з відомих давньоримських істориків, що входить до когорти старших римських анналістів. Відомий завдяки своїй фундаментальній праці «Аннали», яка розповідає про історію Стародавнього Риму від легендарних часів і до сучасності автора. Сам твір не зберігся і до нас дійшли лише його окремі фрагменти, але, свого часу, праця справила дуже сильний вплив на пізніших давньоримських істориків, які багато відомостей брали з твору Фабія.
Сам Квінт належав до стану патриціїв, був сенатором і військовиком, брав участь у Другій Пунічній війні, можливо, обіймав посаду претора. Відомо, що він був послом (легатом) римського сенату до Дельфійського Оракула.

## Походження
Квінт Фабій Піктор походив з патриціанського роду Фабіїв, сім'ї аристократів, що входила до римського нобілітету. Когномен Pictor (укр. означає «художник») він успадкував від свого діда Гая Фабія Піктора, який бл. 304 до н. е. розмальовував храм богині Салюс, що був розташований на Квіринальському пагорбі у Римі. Його батько, Гай Фабій Піктор, був консулом у 269 до н. е.

## Біографія
Квінт Фабій Піктор народився бл. 270 р. до н. е. Фабій брав участь у римських походах проти галлів у Цизальпійській Галлії протягом 230-х років.Швидше за все, він служив претором деякий час до 218 року.Фабій приєднався до Сенату перед початком Другої Пунічної війни в 218 році.
Можливо, він також воював у битві при Тразименському озері у 217 році. У 216 році до н. е., під час Другої Пунічної війни, він був призначений вирушити до Дельфійського оракула. Фабій Піктор, безперечно, отримав цю роль за пропозицією свого двоюрідного брата Фабія Максима. Схоже, що Фабія також відправили туди, щоб дізнатися громадську думку Греції щодо союзу між Ганнібалом і Філіпом V Македонським.
Його подальше життя залишається невідомим, і неясно, чи прожив Фабій достатньо довго, щоб стати свідком закінчення Другої Пунічної війни (218—201 рр. до н. е.). Квінт Фабій Піктор, який був претором на Сардинії в 189 р. і помер у 167 р. до н. е., ймовірно, був його однойменним сином.

## Творчість
Фабій написав історію Риму в період між 215 і 200 роками до нашої ери.Його робота, безумовно, була опублікована до 192 р. до н. е., під час або невдовзі після Другої Пунічної війни. «Аннали» Фабія були написані грецькою мовою, яка на той час була єдиною мовою, придатною для охоплення великої освіченої громадськості в Італії, Греції та інших країнах Середземномор'я. Таким чином, латинські аннали, приписані Фабію, є, швидше за все, пізнішим перекладом його історії або, можливо, чернеткою його роботи латиною, пізніше відредагованої посмертно.
Робота Фабія, яку стародавні автори по-різному називають Annales Graeci або Romaika praxeis, складався з трьох великих розділів: один про ktisis (історію створення), який включав перші роки Республіки; друга частина про «старожитності після заснування», тобто період від Децемвірату (бл. 450) до Піррової війни (280—275); і третій — про новітню історію від початку Першої Пунічної війни і далі. Розповідь Фабія про ранній Рим змішала історичні елементи з міфологією. Його історія почалася з «приходу Геракла в Італію» і прибуття легендарного троянського біженця Енея в Лаціо. Він датував заснування Риму «першим роком восьмої Олімпіади», тобто 747 р. до н. е. Робота Фабія закінчилася його власними спогадами про Другу Пунічну війну.

## Спадщина
Фабій перебував під впливом грецьких історіографічних методів, особливо сицилійського грецького історика Тімея. Інші грецькі автори, такі як Антіох Сіракузький і Діокл, вже писали про міфічне походження Риму, і Фабій також зазнав їхнього впливу. Наприклад, його розповідь про легендарне повалення Амулія Ромулом і Ремом взята у Діокла.
Його історія, написана грецькою мовою і зараз переважно втрачена, окрім деяких збережених фрагментів, мала великий вплив на античних письменників і, безсумнівно, брала участь у впровадженні грецьких історіографічних методів у римський світ. Однак ця робота була дуже прихильною до Риму, звинувачуючи у Другій Пунічній війні (218—201 рр. до н. е.) Карфаген та ідеалізувавши Римську республіку як добре впорядковану державу, віддану своїм союзникам. Зокрема, зображення Фабієм облоги Сагунта як причини Другої Пунічної війни незабаром стало домінівним поглядом серед античних істориків.
Фабій використовувався як джерело Полібієм, Тітом Лівієм, Гелієм, Квадригарієм, Плутархом і Діонісієм Галікарнаським.

## Родина
- Квінт Фабій Піктор, претор 189 року до н. е.

### Довідники
- Фабий, Квинт Ф. Пиктор // Енциклопедичний словник Гранат / А. Гранат. — 1917. — Т. 42. (рос.)
- Quintus Fabius Pictor в онлайн-версії «Encyclopædia Britannica».  (англ.)

### Книжки
- Арнальдо Момільяно[ru]. The Classical Foundations of Modern Historiography. — University of California Press, 1990. — 162 с. — ISBN 0-520-07870-5. (англ.)
- David Matz. Famous Firsts in the Ancient Greek and Roman World. — 2000. — 154 с. — ISBN 978-0-7864-0599-2. (англ.)